# Denggang
Denggang är en köping i sydöstra Kina. Den ligger i stadsdistriktet Rongcheng i staden Jieyang i provinsen Guangdong, omkring 330 kilometer öster om provinshuvudstaden Guangzhou. Antalet invånare är 72 638. Befolkningen består av 35 605 kvinnor och 37 033 män. Barn under 15 år utgör 19,0 %, vuxna 15-64 år 72 %, och äldre över 65 år 8,0 %.